# Элштальская высшая школа теологии
Элштальская высшая школа теологии (нем. Theologische Hochschule Elstal) — высшее теологическое протестантское учебное заведение в Вустермарке-Элштале, под Берлином в земле Бранденбург.
Теологическое высшее учебное заведение Элшталя является богословским колледжем Союза евангельских свободных церквей в Германии. Учебный процесс основан на библейской основе. Многие студенты и большинство профессоров принадлежат к баптистской деноминации, но принимает всех желающих, придерживающихся евангельской традиции.
Одна из старейших евангелических богословских школ в Европе, основана Иоганном Г. Онкеном в 1880 году. Ранее находилась в Гамбурге. Школа имеет большую библиотеку, которая включает архивы и многочисленные издания. Школа имеет тесные отношения с Союзом Евангелических Свободных Церквей в Германии, штаб-квартира которого находится на территории кампуса.
Проводится подготовка бакалавров и магистров искусств в области евангелической теологии.
Преподавание ведётся на немецком языке.

## История

### В Гамбурге
В 1887 году баптисты купили участок Хорнера в Гамбурге. Американский предприниматель Джон Рокфеллер дал им это $ 5000. Он был баптистом и был в то время был самым богатым человеком в мире. Уже 6 июля 1887 была проведена церемония начала строителььства, а 6 сентября следующего года первое собственное здание было открыто. Затраты на строительство составили 108,565 марок. Первоначально называется Школой миссионеров и проповедников. В 1898 года школа переведена в здание в Хорн, и стала называться Семинарей проповедников.
В начале XX-го века, в связи с недостатком помещений, было решено построить ещё большое здание. В Годы Второй мировой войны здания сильно пострадали.

### В Вустермарке
В 1997 году было решено перевести образовательное учреждение в Вустермарк, где располагается кампус учреждения.
С момента своего государственного признания в 2003 году, зачисляются в среднем по 76 студентов в год. В зимнем семестре 2009—2010 годов было зафиксировано наибольшее количество студентов — 99. Доля учащихся женского пола в составляет около 36 %.
В 2015 году получил бессрочное государственное признание. Это первое теологическое учебное заведение в Бранденбурге, получившее такое признание..